# Norra Gällsjön (naturreservat)
Norra Gällsjön är ett naturreservat i Orsa kommun i Dalarnas län.
Området är naturskyddat sedan 1989 och är 401 hektar stort. Reservatet omfattar sydöstra delen av Norra Gällsjön och natur sydväst om sjön. Det består av tallskog och granskog.